# انتقام‌جو سمی (فیلم ۲۰۲۳)
انتقام‌جو سمی (انگلیسی: The Toxic Avenger)فیلمی در ژانر ابرقهرمانی و کمدی ترسناک به کارگردانی میکن بلیر محصول سال ۲۰۲۳ کشور ایالات متحده آمریکا است. این فیلم براساس فیلم انتقام‌جو سمی (۱۹۸۴) ساخته شده‌است.

## بازیگران
- پیتر دینکلیج در نقش Winston Gooze/The Toxic Avenger
- جیکوب ترمبلی در نقش Wade
- تیلور پیج در نقش J.J. Doherty
- کوین بیکن در نقش Bob Garbinger[۲]
- سارا نایلز در نقش Mayor Togar[۳]
- جولیا دیویس در نقش Kissy Sturnevan
- یولیان کوستوف در نقش Budd Berserk[۳]
- الایجا وود در نقش Fritz Garbinger[۲]
- David Yow در نقش Guthrie Stockins[۴]
- میکن بلیر در نقش Dennis[۵]
- Jonny Coyne در نقش Thad Barkabus[۲]
- جین لوی در نقش Cheerful Insurance Rep